# Garci Álvarez de Albornoz
Garci Álvarez de Albornoz (m. 18 de septiembre de 1328) fue el IV señor de Albornoz, Cañizares, Aldehuela, Uña, Mezquitas, Valdemeca, Valera y El Hoyo de Cuenca. Hijo de Álvar Fernández de Albornoz, III señor de Albornoz.

## Historia
Entre sus cargos, destaca el de alcalde de la fortaleza de Huélamo. Además, fue tutor de Alfonso XI y del hijo de este, el infante Sancho. En 1369 el rey Enrique II le donó la villa de Utiel.
Falleció el 18 de septiembre de 1328, reposando sus restos en el panteón familiar de la catedral de Cuenca.

## Matrimonio y descendencia

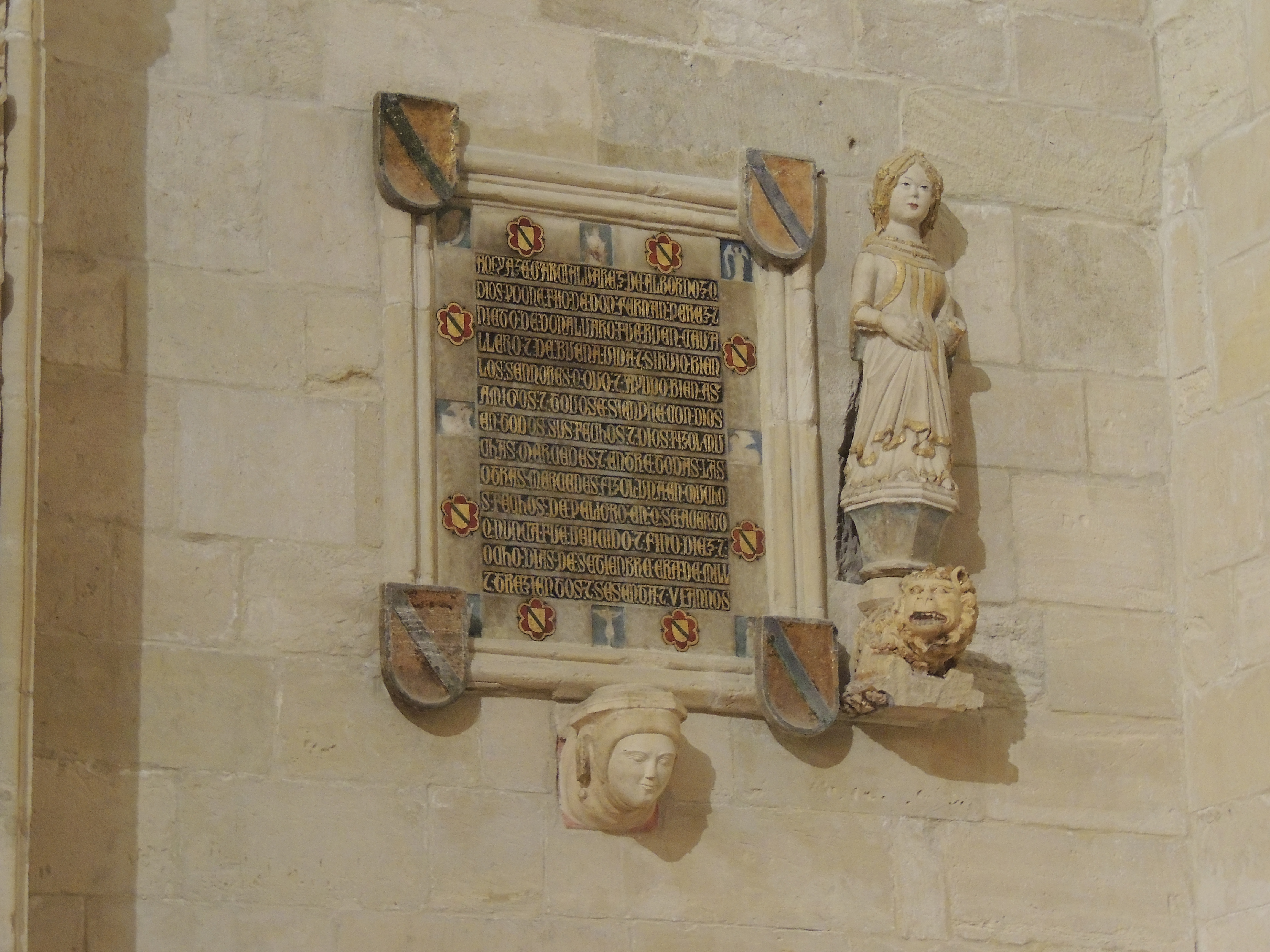
Lápida de Garci Álvarez de Albornoz en la catedral de Cuenca

Se casó con Teresa de Luna, hija de Pedro Martínez de Luna «junior» (m. antes de 1282) y de su esposa Elvira Pérez de Sessa. Teresa era hermana del arzobispo de Toledo y primado de España, Jimeno Martínez de Luna, del ricohombre de Aragón Pedro de Luna, de Gracia, la primera esposa de Simón de Moncada, y de Juan Martínez de Luna I, abuelo del papa Benedicto XIII). Garci Álvarez de Albornoz y Teresa de Luna fueron los padres de:  
- Álvar García de Albornoz,[3] V señor de Albornoz.
- Fernán Gómez de Albornoz,[3] señor de Pedraza, Arcos, Campo-Robles, Merinos y Villoria. Con su hermano Alvar se opuso a don Juan Manuel en 1329. En 1331 estuvo presente en la coronación de Alfonso XI, siendo armado caballero por este. Se casó con Toda Pérez de Luna, hermana del arzobispo de Zaragoza, Lope Fernández de Luna.[5]
- Gil Álvarez de Albornoz,[3] arcediano de Calatrava, sucesor de su tío materno, Jimeno Martínez de Luna como arzobispo de Toledo y primado de España,[6] cardenal de Santa Sabina.
- Teresa de Albornoz, casada con Juan Martínez de Luna III.[7]